# Twente One

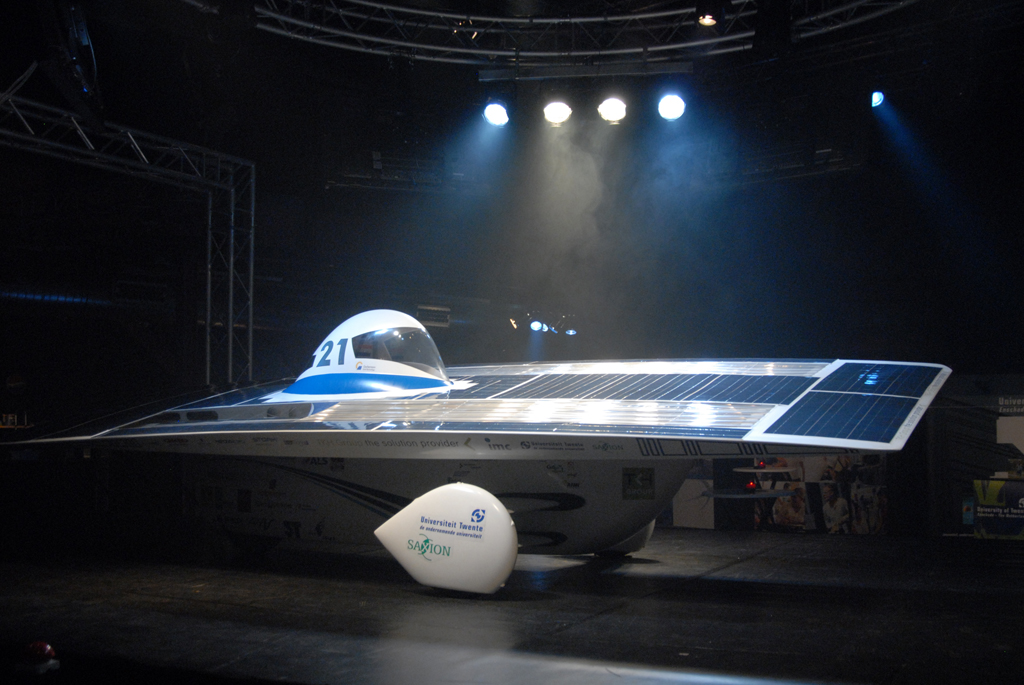
De Twente One gepresenteerd

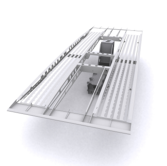
De 'vleugel' (het chassis) van de Twente One

Twente One is een zonnewagen van Solar Team Twente van Universiteit Twente en Saxion, die meedeed aan de World Solar Challenge 2007 in oktober 2007. De World Solar Challenge is een wedstrijd voor zonnewagens die tweejaarlijks in Australië wordt gereden. Het team behaalde een zesde plaats.
De Twente One heeft een voorganger: de Solutra die negende werd in World Solar Challenge 2005.
De Twente One heeft twee opvolgers: de 21Revolution die achtste werd in de World Solar Challenge 2009 en de 21Connect die vijfde werd in de World Solar Challenge 2011.

## Specificaties Twente One
| Afmetingen               | Lengte: 5,00 m - breedte: 1,80 m - hoogte: 1,40 m                                                                                            |
| Gewicht (zonder coureur) | <230 kg |
| Wielen                   | 2 voor, 1 achter |
| Topsnelheid              | 120 km/h |
| Bijzonderheden           | Kantelend zonnepaneel & lenzensysteem met fresnellenzen en bewegende zonnecellen                                                             |
| Zonnecellen              | 2073 Gallium-Arsenide Triple Junction opp. 6m2 met een efficiëntie van 27%                                                                   |
| Motor                    | InWheel Direct Drive elektromotor NGM/CSIRO 95%-99%                                                                                          |
| Accu                     | 30 kg Lithium-ion-polymeer-accu |
| Besturing                | Stuurwiel uit aluminiumbuis ter grootte dvd-hoes met quick-release                                                                           |
| Bodywork                 | Koolstofvezel sandwichconstructie |
| Chassis                  | Box-constructie van aluminiumplaatwerk, Verbindingen door middel van hoogwaardige aluminium freesdelen, Rolbeugels van chroom-molybdeenstaal |
| Voorwielophanging        | Dubbele A-armen constructie van chroom-molybdeenstaal, liggende race-schokdempers, lichtgewicht aluminium velgen, keramische lagers          |
| Achterwielophanging      | Trailing-arm constructie van chroommolybdeenstaal                                                                                            |
| Banden                   | Bridgestone Maxxis radial 14inch (slicks) |
| Remmen                   | Remschijven met luchtvaart remslangen voor, regeneratief remmen via de motor achter                                                          |
| Rolweerstand             | 10 keer kleiner dan een normale auto |
| Luchtweerstand           | 5 keer kleiner dan een normale auto |
| Telemetrie               | Draadloze verbinding met volgwagen, auto zendt circa 200 meetsignalen uit                                                                    |
| Bemanning                | Eén teamlid |